# Рахівниця

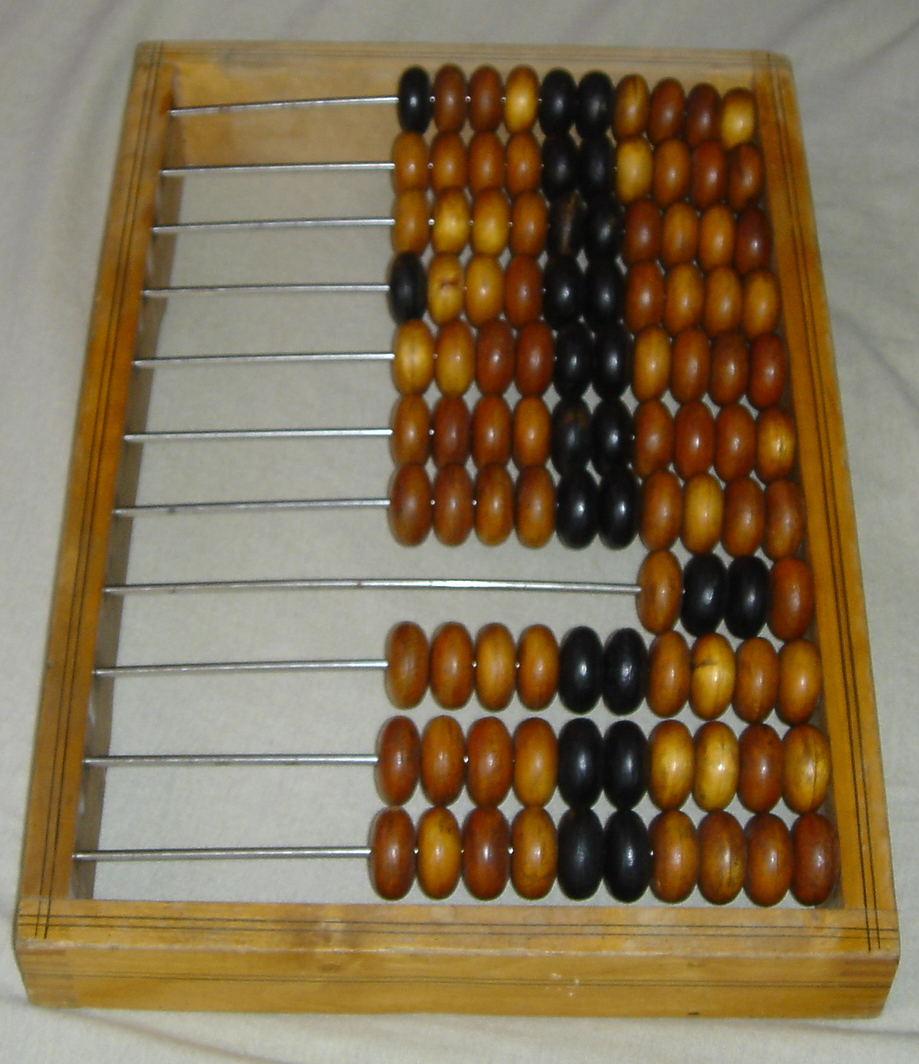
Російська рахівниця

Рахівниця або російський абак — простий механічний пристрій для виконання арифметичних обчислень. Найвідомішим в Україні різновидом рахівниць була саме російська рахівниця. Рахівниці досить довго використовувалася для грошових та інших підрахунків в XX столітті. А після того були витіснені електронними калькуляторами.

## Будова російської рахівниці

«Вартість» кісточок на рахівниці

Російська рахівниця має вигляд чотирикутної рамки з поперечними металевими дротами (спицями) і нанизаними на кожному з них десятьма «кісточками». Дріт, на якому розташовані 4 кісточки, використовувався для підрахунків полушок (карбувались до 1916 року), де кожна кісточка мала вартість в полушку. Дві полушки дорівнювали дензі, дві денги складали копійку. Відповідно, чотири кісточки-полушки складали одну копійку. Також цей дріт міг використовуватись для взаємного переводу пудів та фунтів (1 пуд = 40 фунтів). За радянських часів цей дріт розділював цілу та дробову частини числа на рахівниці та в обчисленнях не використовувався.

## Використання

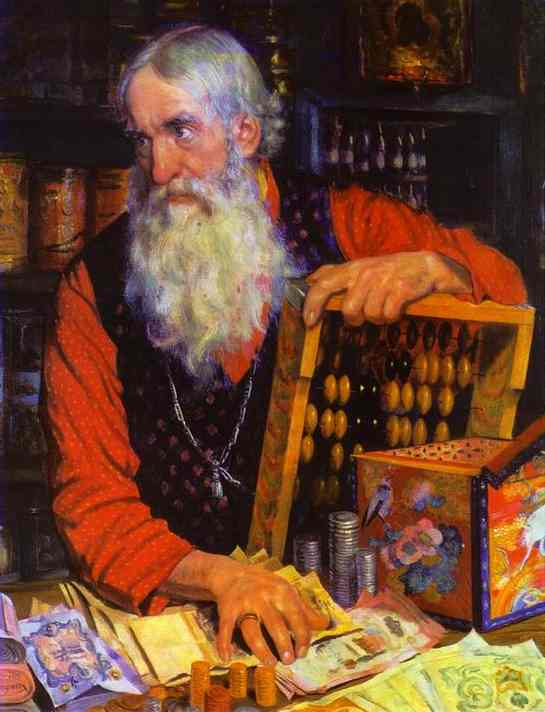
Купець.
Борис Кустодієв. 1918

Рахівниця широко застосовувалася у бухгалтерії та торгівлі. До появи калькуляторів рахівниці були в усіх крамницях СРСР. Обчисленням на рахівниці вчили в школах до 1990-х років.
Найпростіше на рахівниці виконувати арифметичні дії додавання і віднімання. Числа в десятковій системі числення набираються переміщенням кісточок з відповідного ряду справа наліво. Наприклад число

набирають починаючи з третього ряду сотень: пересувають 1 кісточку справа наліво. Далі в наступному ряді десятків (на один дротик вниз) пересувають справа наліво 2 кісточки. Потім ще нижче, пересувають 3 кісточки на дротику одиниць. Дробову частину набирають нижче від дротика з 4-ма кісточками. Спочатку 7 кісточок, а нижче 5 кісточок.
Додавання числа зводиться до встановлення першого доданку та пересування у лівий бік кісточок у відповідних рядках для другого доданку. Коли 10 кісточок якогось рядку опиняться ліворуч, то всі вони пересуваються на правий бік, а в рядку вище 1 кісточка перейде справа наліво (вона одна замінює 10 кісточок нижнього рядку). Після перекидання кісточок у правий бік продовжується пересування ліворуч потрібного залишку (див. приклад нижче). Одержаний результат зчитується по розрядах зверху вниз.
Приклад: до числа 132,75 додамо 5,48.
Спочатку встановимо перший доданок 123,75 зсувом ліворуч кісточок, відповідних кількості сотень (1), десятків (3), одиниць (2), десятих (7) та сотих (5). Для додавання 5,48 на дротику одиниць додатково пересуваємо вліво 5 кісточок (одержимо зліва число 137,75). Далі на рядку десятих потрібно пересунути вліво 4 кісточки. Але в наявності на правому боці тільки 3. Пересуваємо ці 3 вліво до 7 і замінюємо 10 кісточок цього рядку на 1 кісточку вищого розряду (одиниць). Тепер у рядку десятих справа 10 кісточок і є можливість перекинути ліворуч 1 кісточку, яку перед цим не вистачило для додавання четвірки (одержимо зліва число 138,15). Подібно треба додати 8 у рядку сотих. При цьому також виникає додавання 1 у верхній рядок (десятих) і додавання після цього залишку — 3 кісточок. Одержуємо результат 138,23.
Віднімання на рахівниці виконується подібно до додавання, тільки в зворотному порядку. Спершу встановлюється зменшуване, потім пересуваються зліва направо кісточки у відповідних від'ємнику рядках. Якщо у рядку кісточки зліва закінчились, тоді з верхнього рядку зсувається направо одна кісточка, а у поточному рядку усі кісточки перекидаються ліворуч та за потреби продовжується віднімання.
Множення для кожного числа на рахівниці виконується різними способами.
Якщо потрібно помножити на 2 або 3, ця дія замінюється додаванням, «додаючи» це число 2 або 3 рази відповідно. Множення на 4 замінюється множенням на 2, а потім результат множиться знову на 2.
Щоб помножити на 5, потрібно перенести всі кісточки числа на одну лінію вгору (тобто помножити його на 10), потім поділити число на 2.
Щоб помножити число на 6, його потрібно помножити на 5 описаним вище способом, потім до отриманого результату додати число, яке було на початку обчислень.
Щоб помножити на 7, спочатку потрібно помножити число на 10, а потім від отриманого значення відняти число, помножене три рази.
Множення на 8 або 9 замінюють множенням на 10 і відніманням 2-х або 1-го початкового числа.
Множники, наступні після 10, «розкладають» на складові. Наприклад, коли потрібно помножити на 12 — множник розкладають на 10 і 2. Далі додають число до самого себе (множенням на 2), потім додають до нього число, яке в 10 раз більше від заданого.
Ділення на рахівниці — процес складний і доступний тільки професіоналам.